# Bauernglocke

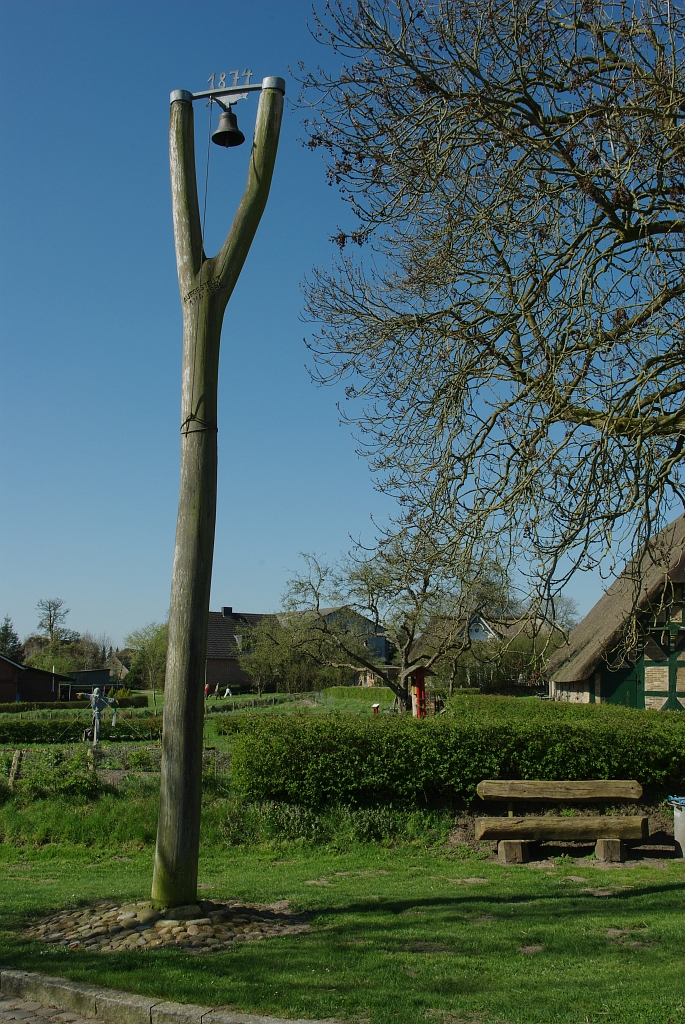
Bauernglocke in Süderstapel

Die Bauernglocken sind Glocken, die in der Region Stapelholm als Signalinstrumente benutzt wurden und dort immer noch ein typisches dörfliches Symbol sind. Sie werden auch Stapelholmglocke oder Stapelholmer Bauernglocke genannt.
Sie sind kleiner als Kirchenglocken und entweder in einer Astgabel oder zwischen zwei Holzpfählen befestigt.
Sie standen an einer zentralen Stelle des jeweiligen Ortes, um die Möglichkeit zu bieten, damit unter bestimmten Bedingungen Alarm schlagen zu können. Jeder Dorfbewohner war bei drohender Not und Gefahr berechtigt, die Glocke zu läuten.
Zu diesen Gefahren zählten Feuer, Fluten oder andere Naturkatastrophen, aber auch die Warnung vor kriegerischen Angriffen war möglich, wie solche der Dithmarscher, die sich mit ihren Nachbarn aus den nördlich der Eider liegenden Gebieten regelmäßig Scharmützel lieferten.
In anderen Fällen wurden sie vom Bauernvogt, einem Dorfbeamten oder einer öffentlich bestimmten Vertrauensperson betätigt, um die Dorfeinwohner zu Versammlungen, Bekanntmachungen und zum Verdingen von Arbeit zusammenzurufen.
Die Betätigung der Glocke war also ebenfalls ein Hoheitszeichen der Gemeindeoberen.
Zum Ende der Kriege zwischen den Nachbarn wurden die Glocken auch für andere Aufgaben eingesetzt, so zur Vermeldung von Geburten, Taufen, Hochzeiten und Beerdigungen.
- Die Glocke in Seeth stammte aus dem Jahre 1687; sie wurde 2008 vom ursprünglichen Standort in die benachbarte Stapelholmkaserne versetzt, da der ursprüngliche Stamm morsch und die Glocke gesprungen war. Vor dem Dorfgemeinschaftshaus wurde eine neue Glocke errichtet.
- Die Glocke in Norderstapel wurde 1773 gegossen.
- Die Glocke in Süderstapel weist als Gussdatum 1874 aus.
- In Erfde existierte bis in die 1930er Jahre eine historische Glocke, die Mitte der 1950er Jahre wiedererrichtet wurde.
- Die Glocke in Tielen wurde 1987 aufgerichtet.
- Eine weitere Glocke steht in Drage.
- Als Bauernglocke aus Stapelholm, um 1750 wird die im Schleswig-Holsteinischen Freilichtmuseum Molfsee dargestellte Glocke beschrieben.[2]

Erfder Wappen
Seether Wappen
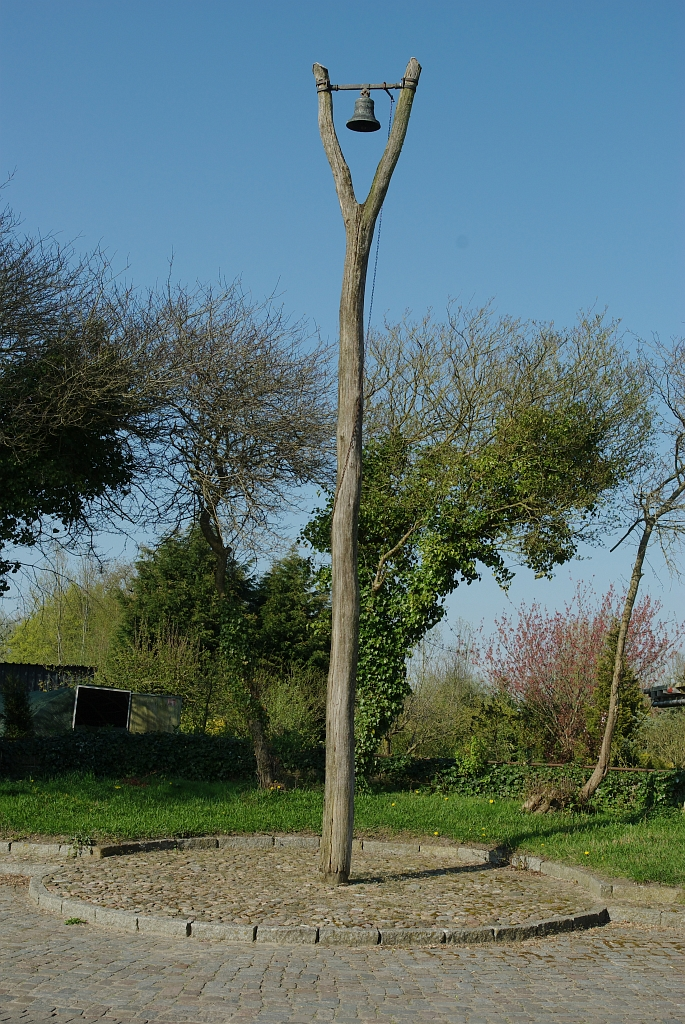
Drage
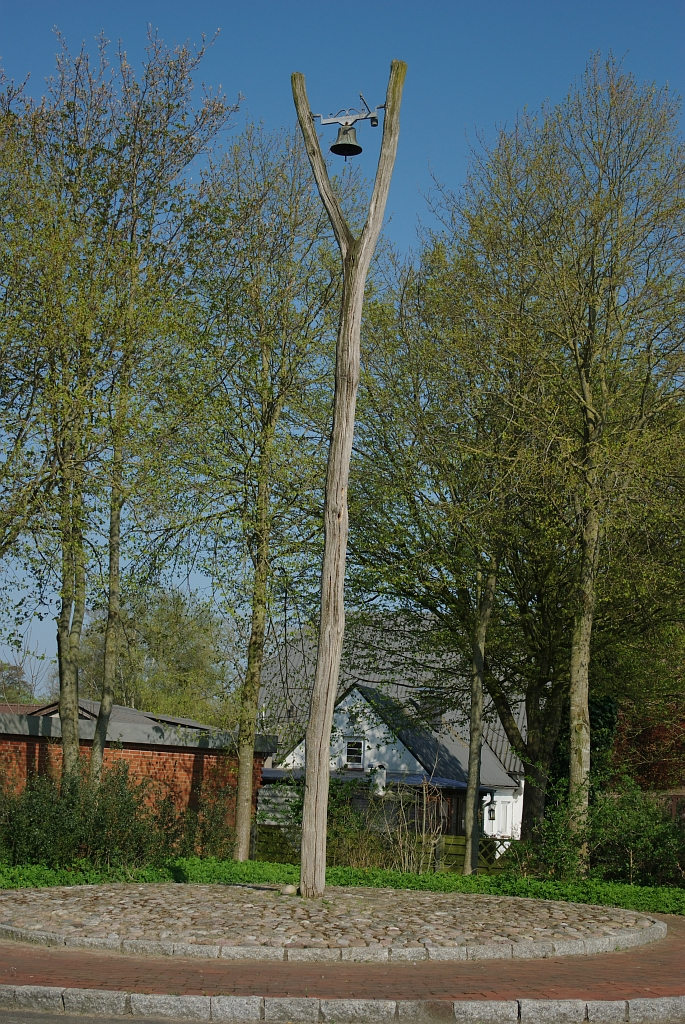
Erfde
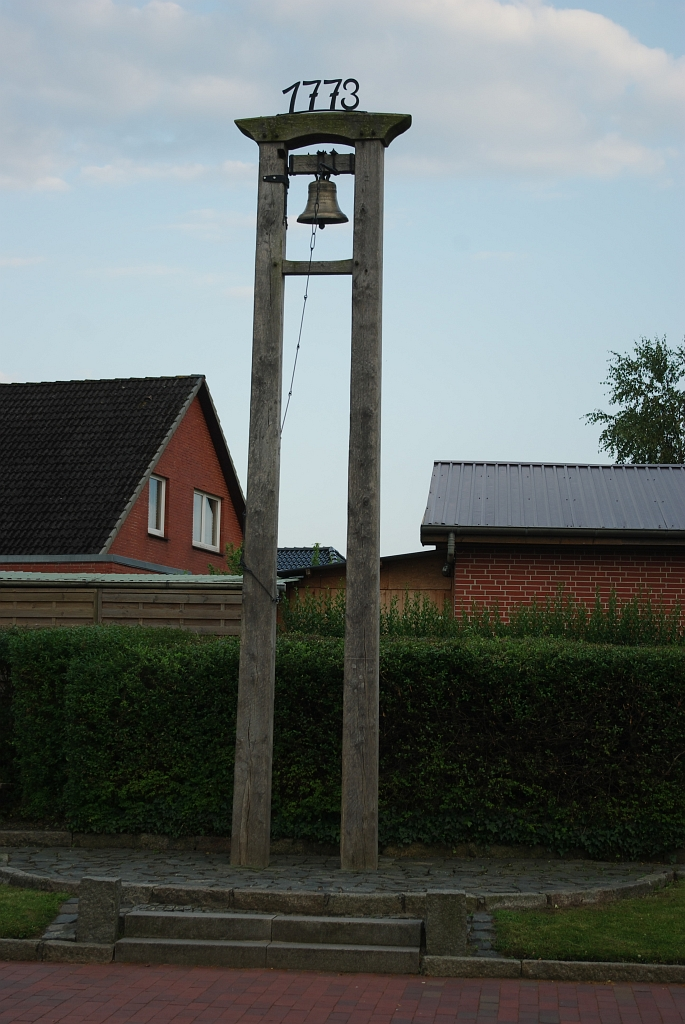
Norderstapel
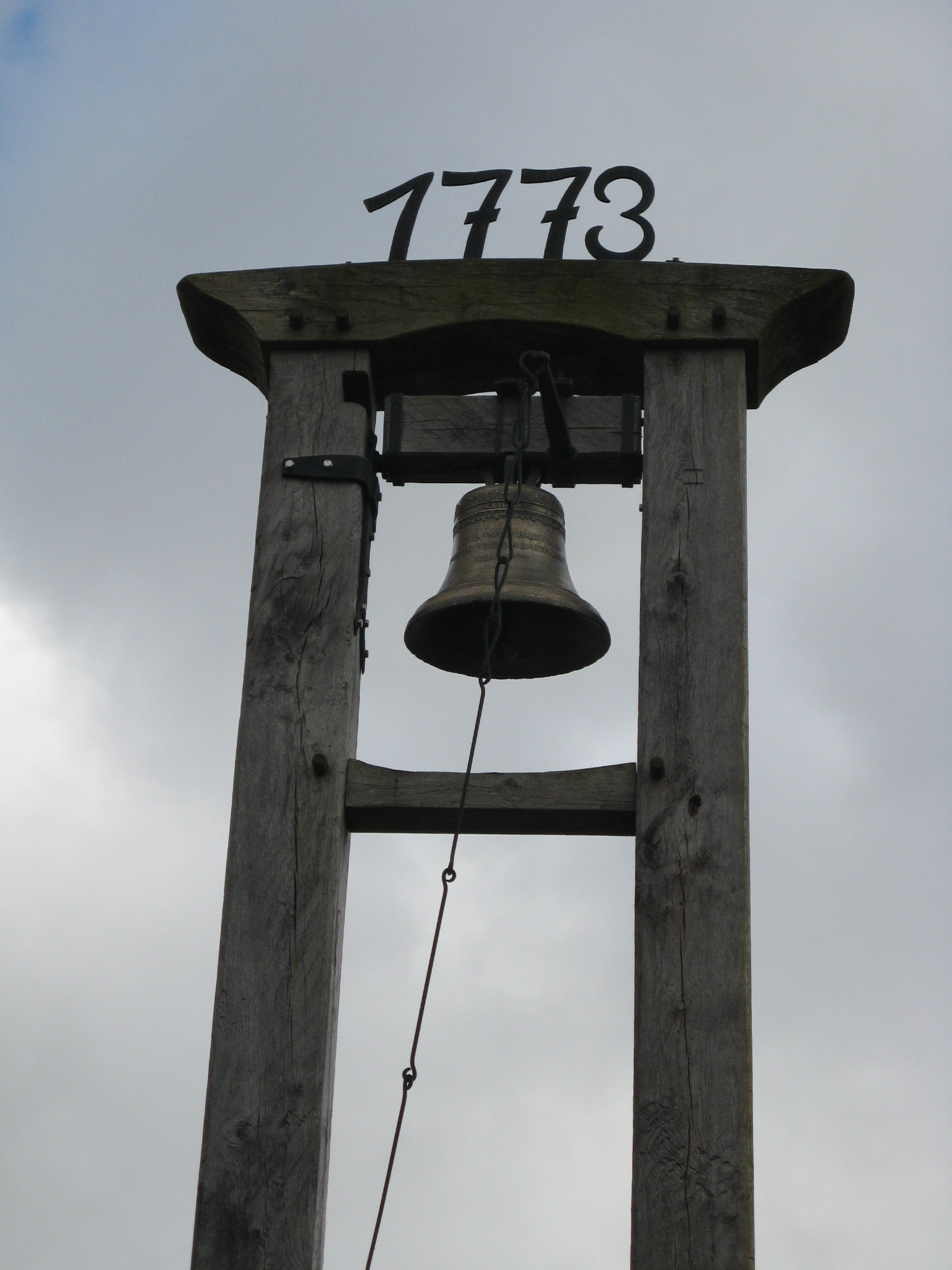
Norderstapel Detail
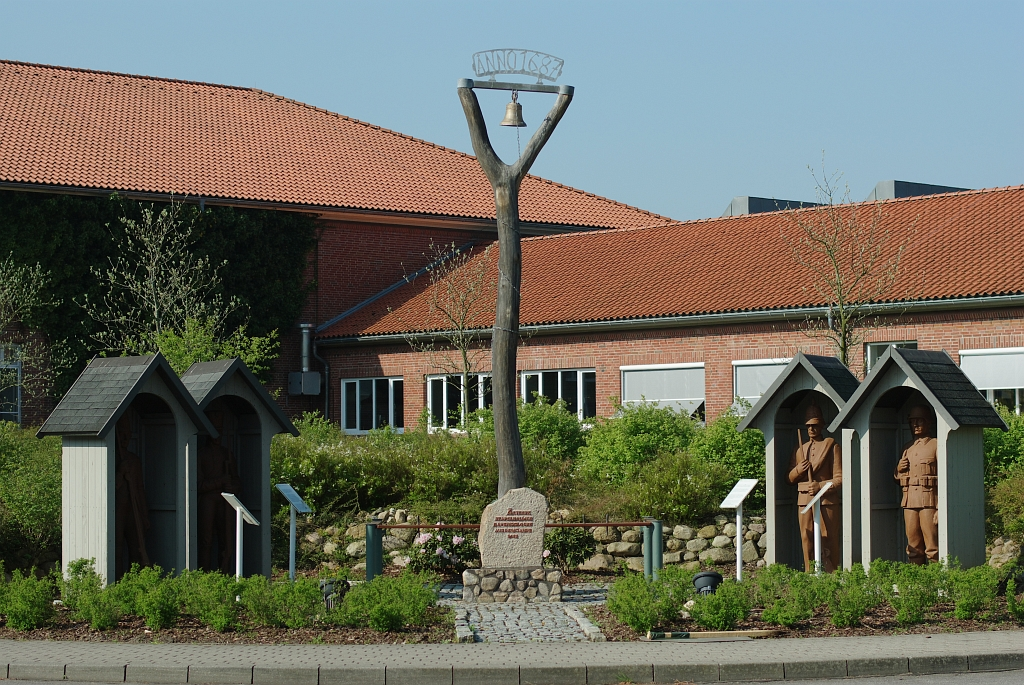
alte Seether Glocke in der Stapelholm-Kaserne
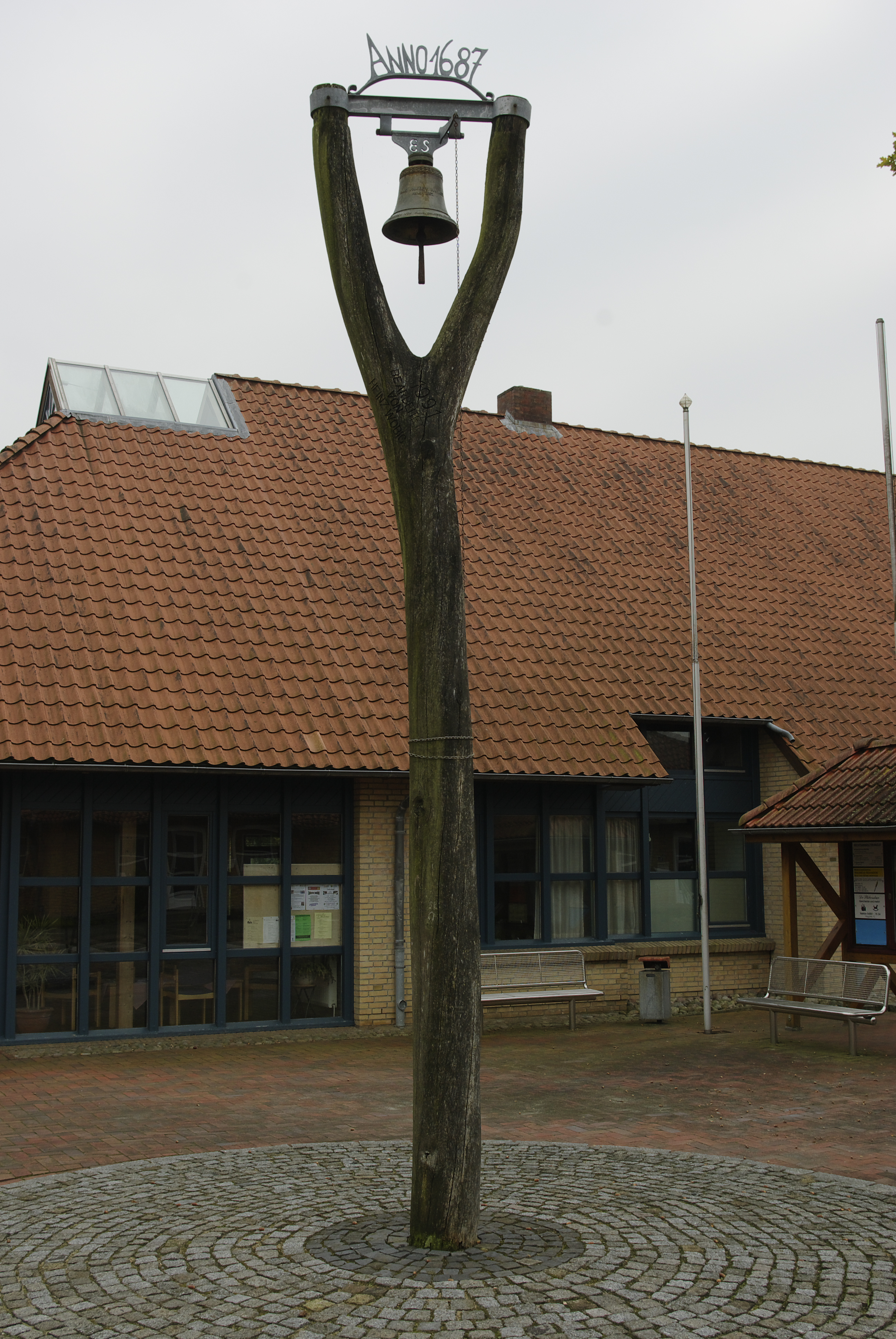
neue Seether Glocke vor dem Dorfgemeinschaftshaus
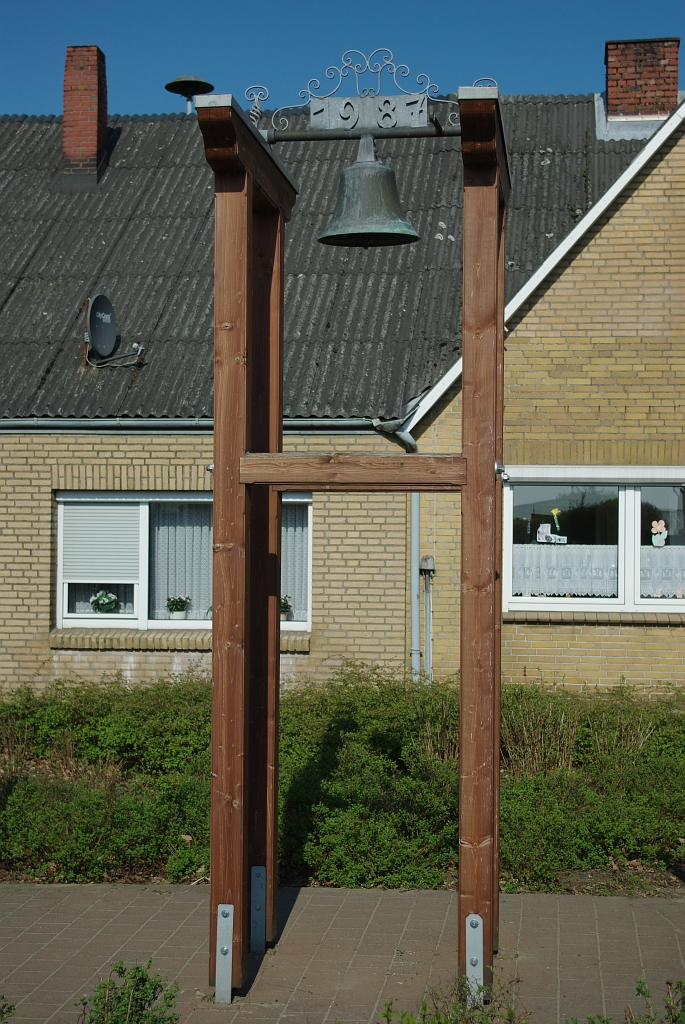
Tielen

Eine den Bauernglocken vergleichbare Signalfunktion besaßen früher Schlagbretter wie die Hillebille in Thüringen und das Klabeklis im Baltikum.